# جويلما (مغنية)
جويلما دا سيلفا مينديز ، المعروف باسم جويلما (من مواليد 22 يونيو 1974) مغنية وكاتبة أغاني وراقصة برازيلية. بدأت حياتها المهنية في عام 1994 ، وفي عام 1998 التقى وتزوج الموسيقي والمنتج ، Ximbinha ، تشكل معه باندا كاليبسو في يونيو 1999. حققوا معًا الشهرة والنجاح ، وأصبحوا أصحاب سجلات مبيعات في ألبومات في البرازيل ، حيث قاموا بإطلاق ثلاثة عشر ألبومات استوديو ، وعشرة ألبومات حية وثمانية ألبومات فيديو مما أدى إلى نجاحات فردية. في عام 2015 ، أعلن جويلما و كسيمبينها نهاية الزواج والفرقة ، ولادة لتسجيل ألبومهما الأول فقط في نفس العام.

## نشأته
ولدت جويلما مينديس دا سيلفا في مدينة ألميريم ، بارا ، في 22 يونيو 1974 ، ابنة ماري من الناصرة دا سيلفا مينديز وعامل مناجم الذهب خوسيه بيناحوم مينديس ، كونه خامس أبناء الزوجين السبعة. تدعي جويلما أنها كانت ضحية للعنف المنزلي في الطفولة ؛ كان والدك مدمنًا على الكحول ، واعتدى بوحشية على زوجته وأطفاله ، وبعد ذلك ، كان يتخلى عنهم عندما كانت جولما تبلغ من العمر ثماني سنوات فقط. ولهذا السبب ، أُجبرت هي وإخوتها على أن يربوا من قبل والدتهم فقط ولم يكن لديهم أي اتصال بأبيهم لمدة 35 عامًا تقريبًا. بعد سنوات من هجر والده ، قُتل اثنان من أشقائه.

## روابط خارجية
- جويلما على موقع IMDb (الإنجليزية)
- جويلما على موقع ميوزك برينز (الإنجليزية)
- جويلما على موقع أول ميوزيك (الإنجليزية)
- جويلما على موقع ديسكوغز (الإنجليزية)